# 阿郎的故事
《阿郎的故事》，臺灣作《再見阿郎》或《又見阿郎》，是1989年上映的一部香港電影，由杜琪峰執導，周潤發、張艾嘉、黃坤玄和吳孟達主演。粵語版主題曲〈阿郎戀曲〉由許冠傑主唱，而國語版主題曲〈戀曲1990〉則由羅大佑主唱。周潤發憑本片榮獲第9屆香港電影金像獎最佳男主角，時年11歲的童星黃坤玄亦奪下第34屆亞太影展最佳男配角。

## 劇情
浪子阿郎（周潤發 飾）是一个出色的電單車賽車手。富家出身的女友波波（張艾嘉 飾）对他一往情深，无视他的缺点，不顾母亲的反对，和他相戀同居，繼而未婚怀孕。然而，放荡不羁的阿郎依然故我，在波波懷孕時，還出軌跟另一個女子親熱，波波發現後憤然離開阿郎，阿郎一怒之下殴打身懷六甲的波波，波波更摔下樓梯險些兒流產。
波波临盆之际，阿郎依然去参加非法赛车，结果因撞向路障後翻車而被捕，入狱兩年。波波的母亲串通医生谎报婴儿誕下後不久死去，並跟波波離開香港移居美國，波波在美國奮發向上，成為一名知名的執行製作人。
阿郎出狱后，面对妻离子散的结局无比追悔，决定痛改前非。他从孤儿院领回了儿子，取名「杨月波」，䁥称「波仔」（黃坤玄 飾），父子二人相依为命。阿郎在建築工地打工，擔任載運泥石的货车司機，他認真抚养孩子，竭尽全力给波仔父愛。
波仔年屆十歳時，阿郎在好友阿龍（吳孟達 飾）的遊説下，讓波仔参加了一项单车比赛，恰好比赛是由波波回港为美国一家时装公司推销童装而举办的，比赛過後波波打算邀請波仔拍攝廣告，於是阿郎帶波仔前往波波所在的廣告公司，昔日情人相见，无言以对，波波此時已經有了另一個未婚夫。
波波得知波仔是阿郎之子時，開始懷疑自己是否波仔的母親，她向阿郎問個究竟後，終於証實當年是波波母親說謊，波仔即是波波之子。接著波波帶波仔到遊樂場和購物，後來阿郎、波波、波仔三人參與校運會和到海灘，让他们忆起曾经的甜蜜和家庭的感动。但是波波還是不願意跟阿郎復合，反而因為不能再生育，打算带波仔回美国，阿郎为了给波仔一个更好的未来，忍痛答应，波仔不肯到美國而向阿郎頂嘴，阿郎就打了波仔一頓，波仔一怒之下到波波入住的酒店，波波则完成廣告製作後準備跟隨未婚夫与孩子一同返美。
阿郎重新参加了電單車大赛，波仔拒絕跟波波返美，對父親依依不捨，波波知道自己與波仔的感情比不上阿郎，唯有駕車送波仔返回父親身邊。其後阿郎與波仔乘船到澳門，表示賽事完結後會一起到美國探望波波。
電單車大赛開始前，波波亦來到賽場，並戴上阿郎送贈的手鍊以表示回心转意，受激励的阿郎努力馳騁，名列前茅，不料在最後一圈發生意外，阿郎還是奮力抬起電單車，卻被後車撞傷頭部，阿郎不願放棄，繼續努力奔馳，衝過終點後意識不清，撞上護欄，電單車起火爆炸，波波與波仔衝入賽場，望著火海失聲痛哭。

## 演員表
| 演員   | 角色    |
| 周潤發 | 阿郎    |
| 張艾嘉 | 波波    |
| 黃坤玄 | 波仔    |
| 吳孟達 | 阿龍    |
| 余家倫 | Patrick |
| 譚倩紅 | 波波母  |

## 電影歌曲

### 主題曲
| 歌名               | 演唱者 | 作曲   | 填詞   |
| 【粵】〈阿郎戀曲〉 | 許冠傑 | 羅大佑 | 許冠傑 |
| 【國】〈戀曲1990〉 | 羅大佑 | 羅大佑 | 羅大佑 |

### 插曲
| 歌名               | 演唱者 | 作曲   | 填詞   |
| 【粵】〈也許不易〉 | 李健達 | 羅大佑 | 李健達 |
| 【國】〈你的樣子〉 | 羅大佑 | 羅大佑 | 羅大佑 |

## 獎項
| 年份 | 頒獎典禮            | 獎項         | 獲提名                                              | 結果 |
| ---- | ------------------- | ------------ | --------------------------------------------------- | ---- |
| 1989 | 第34屆亞太影展      | 最佳男配角   | 黃坤玄                                              | 獲獎 |
| 1990 | 第9屆香港電影金像獎 | 最佳電影     |                                                     | 提名 |
| 1990 | 第9屆香港電影金像獎 | 最佳導演     | 杜琪峯                                              | 提名 |
| 1990 | 第9屆香港電影金像獎 | 最佳編劇     | 吳文輝、鄭忠泰                                      | 提名 |
| 1990 | 第9屆香港電影金像獎 | 最佳男主角   | 周潤發                                              | 獲獎 |
| 1990 | 第9屆香港電影金像獎 | 最佳女主角   | 張艾嘉                                              | 提名 |
| 1990 | 第9屆香港電影金像獎 | 最佳男配角   | 黃坤玄                                              | 提名 |
| 1990 | 第9屆香港電影金像獎 | 最有前途新人 | 黃坤玄                                              | 提名 |
| 1990 | 第9屆香港電影金像獎 | 最佳電影音樂 | 羅大佑、魯世傑                                      | 提名 |
| 1990 | 第9屆香港電影金像獎 | 最佳電影歌曲 | 〈阿郎戀曲〉 主唱：許冠傑 作曲：羅大佑 填詞：許冠傑 | 提名 |
| 1990 | 第9屆香港電影金像獎 | 十大華語片   |                                                     | 獲獎 |

## 軼事
片末的電單車大賽乃在1988年第35屆澳門格蘭披治大賽車舉行期間封路時拍攝，大會主辦單位亦提供相應協助。

## 外部連結
- 香港影庫上《阿郎的故事》的資料（繁體中文）
- 開眼電影網上《阿郎的故事》的資料（繁體中文）
- 豆瓣电影上《阿郎的故事》的資料 （简体中文）
- 时光网上《阿郎的故事》的資料（简体中文）
- AllMovie上《阿郎的故事》的资料（英文）
- 爛番茄上《阿郎的故事》的資料（英文）
- 互联网电影数据库（IMDb）上《阿郎的故事》的资料（英文）